# Maninghen-Henne
Maninghen-Henne is een gemeente in het Franse departement Pas-de-Calais (regio Hauts-de-France) en telt 298 inwoners (1999). De plaats maakt deel uit van het arrondissement Boulogne-sur-Mer.

## Geografie
De oppervlakte van Maninghen-Henne bedraagt 4,0 km², de bevolkingsdichtheid is 74,5 inwoners per km².
De onderstaande kaart toont de ligging van Maninghen-Henne met de belangrijkste infrastructuur en aangrenzende gemeenten.

## Demografie
Onderstaande figuur toont het verloop van het inwonertal (bron: INSEE-tellingen).